# Anadimonia
Anadimonia là một chi bọ cánh cứng trong họ Chrysomelidae.
Chi này được Ogloblin miêu tả khoa học năm 1936.

## Các loài
Các loài trong chi này gồm:
- Anadimonia hainana (Gressitt & Kimoto, 1963)
- Anadimonia latifascia (Gressitt & Kimoto, 1963)
- Anadimonia potanini Ogloblin, 1936